# Cabrera (Familienname)
Cabrera ist ein spanischer Familienname.

## Namensträger

### A
- Alexis Cabrera (Schachspieler) (* 1976), spanischer Schachspieler
- Alexis Cabrera (Fußballspieler, 1981) (Alexis David Cabrera; * 1981), argentinischer Fußballspieler
- Alexis Cabrera (Fußballspieler, 1987) (Alexis Sebastián Cabrera; * 1987), argentinischer Fußballspieler
- Alfonso Antonio Portillo Cabrera (* 1951), guatemaltekischer Politiker, Staatspräsident 2000 bis 2004
- Ángel Cabrera (Golfspieler) (* 1969), argentinischer Golfspieler
- Ángel Cabrera Latorre (1879–1960), argentinisch-spanischer Zoologe und Paläontologe
- Ángel Lulio Cabrera (1908–1999), argentinischer Botaniker
- Ángel Rubén Cabrera (1939–2010), uruguayischer Fußballspieler
- Antonio Cabrera (Botaniker) (1763–1827), Botaniker
- Antonio Cabrera (Fußballspieler, I), paraguayischer Fußballspieler
- Antonio Cabrera (Fußballspieler, 1943) (1943–2021), argentinischer Fußballspieler
- Antonio Cabrera (Radsportler) (* 1981), chilenischer Radrennfahrer
- Antonio de Acuña Cabrera (um 1597–1662), spanischer Offizier, Gouverneur von Chile
- Armando Cabrera (* 1921), dominikanischer Komponist

### B
- Benito Cabrera (* 1963), spanischer Musiker und Komponist
- Bernardo Calderón Cabrera (1922–2003), mexikanischer Architekt
- Blas Cabrera (* 1946), US-amerikanischer Physiker

### C
- Carlos González Cabrera (1935–2017), mexikanischer Fußballspieler
- Cosima Cabrera (* 1992), US-amerikanische Schauspielerin

### D
- David Cabrera (* 1989), mexikanischer Fußballspieler
- Daymán Cabrera (* 1949), uruguayischer Verleger
- Delfo Cabrera (1919–1981), argentinischer Marathonläufer
- Diana Cabrera (Sportschützin) (* 1984), uruguayisch-kanadische Sportschützin
- Diana Cabrera (Basketballspielerin) (* 1993), argentinische Basketballspielerin
- Diego López de Pacheco Cabrera y Bobadilla (1599–1653), spanischer Gouverneur spanischer Vizekönigreiche
- Donato Cabrera (* 1973), US-amerikanischer Dirigent

### E
- Eduardo Cabrera (1936–2002), kubanischer Pianist, Arrangeur und Bandleader
- Enrique Cabrera (* 1974), mexikanischer Bildhauer

### F
- Facundo Cabrera (* 1991), uruguayischer Fußballspieler
- Fernando Cabrera (Musiker) (* 1956), uruguayischer Gitarrist, Sänger und Komponist
- Fernando Cabrera (Baseballspieler) (* 1981), puerto-ricanischer Baseballspieler

### G
- Germán Cabrera (1903–1990), uruguayischer Bildhauer
- Gina Cabrera (1928–2022), kubanische Schauspielerin
- Guillermo Cabrera Infante (1929–2005), kubanischer Schriftsteller und Filmkritiker

### H
- Héctor Cabrera (1932–2003), venezolanischer Sänger und Schauspieler

### I
- Ione Cabrera (* 1985), spanischer Fußballspieler

### J
- Jaime Alberto Cabrera Arcos (* 1967), kolumbianischer Geistlicher, Bischof von Garzón
- Javier Cabrera (* 1992), uruguayischer Fußballspieler
- Javier Fernández Cabrera (* 1984), spanischer Fußballtrainer
- Jesus Aputen Cabrera (* 1940), philippinischer Geistlicher, Bischof von Alaminos
- Joaquin Cabrera Juárez († 2010), mexikanischer Mediziner
- John Cabrera (Kameramann) (1925–2014), britisch-spanischer Kameramann
- John Cabrera (Schauspieler) (* 1975), US-amerikanischer Schauspieler und Regisseur
- Johnny Cabrera, siehe John Cabrera (Kameramann)
- Jorge Cabrera (Fußballspieler, 1955) (Jorge Martiniano Cabrera Silva; * 1955), chilenischer Fußballspieler
- Jorge Cabrera (Fußballspieler, 1961) (Jorge Raúl Cabrera; * 1961), argentinischer Fußballspieler
- Jorge Cabrera (Fußballspieler, 1963) (Jorge Daniel Cabrera Curbelo; * 1963), uruguayischer Fußballspieler
- Jorge Cabrera (Leichtathlet) (* 1981), paraguayischer Langstreckenläufer
- José Cabrera (Fußballspieler, 1951) (José Rosauro Cabrera Giménez; * 1951), argentinischer Fußballspieler
- José Cabrera (Fußballspieler, 1967) (José Miguel Cabrera Veloso; * 1967), chilenischer Fußballspieler
- José Cabrera (Fußballspieler, 1989) (José Bernardo Cabrera; * 1989), mexikanischer Fußballspieler
- José Benito Cabrera (auch Fabián Ramírez; * 1963), kolumbianischer Kommandant der Revolutionären Streitkräfte
- José Luis Cabrera Cava (Cabrera; * 1982), spanischer Fußballspieler
- José Luis Calderón Cabrera (um 1930–2004), mexikanischer Architekt und Hochschullehrer
- José González Cabrera Bueno (um 1670–??), spanischer Seemann, Navigator und Autor
- José González Cabrera Bueno (Cabrera Bueno; 1670?–nach 1733), spanischer Navigator
- Juan de Cabrera (1658–1730), spanischer Theologe und Philosoph
- Juan Carlos Moreno Cabrera (* 1956), spanischer Linguist
- Juan Francisco Cabrera (* 1979), chilenischer Radrennfahrer
- Julio Edgar Cabrera Ovalle (* 1939), guatemaltekischer Geistlicher, Bischof von Jalapa

### K
- Kevin Marino Cabrera, US-amerikanischer Politiker

### L
- Ladislao Cabrera (1830–1921), bolivianischer Politiker, Bürgermeister von Calama
- Leandro Cabrera (* 1991), uruguayischer Fußballspieler
- Lizette Cabrera (* 1997), australische Tennisspielerin
- Luciano Cabrera (* 1982), uruguayischer Fußballspieler
- Luis Cabrera (Fußballspieler, I), chilenischer Fußballtorwart
- Luis Cabrera (Fußballspieler, 1963) (* 1963), uruguayischer Fußballspieler
- Luis Cabrera (Fußballspieler, 7. Januar 1994) (Luis Alberto Cabrera Figueroa; * 1994), chilenischer Fußballspieler
- Luis Cabrera (Fußballspieler, 23. Januar 1994) (Luis Alejandro Cabrera Maurera; * 1994), venezolanischer Fußballspieler
- Luis Cabrera (Boxer) (* 1995), venezolanischer Boxer
- Luis Cabrera Cruz (1893–1967), mexikanischer Geistlicher, Bischof von San Luis Potosí
- Luis Cabrera Lobato (1876–1954), mexikanischer Anwalt, Politiker und Schriftsteller
- Luis Gerardo Cabrera Herrera (* 1955), ecuadorianischer Geistlicher, Erzbischof von Guayaquil und Kardinal
- Luis Jerónimo de Cabrera (1586–1647), spanischer Kolonialverwalter, Vizekönig von Peru
- Luis Mario Cabrera (Negro Cabrera; * 1956), argentinischer Fußballspieler
- Lydia Cabrera (1899–1991), kubanische Anthropologin und Dichterin

### M
- Manuel de Jesús Cabrera Maciá (1913–1997), mexikanischer Diplomat
- Manuel Cabrera (* 1983), chilenischer Langstreckenläufer
- Marta Elena Feitó Cabrera (* um 1961), kubanische Politikerin
- Marvin Cabrera (* 1980), mexikanischer Fußballspieler
- Matías Cabrera (* 1986), uruguayischer Fußballspieler
- Mercedes Cabrera (* 1953), spanische Politikerin
- Miguel Cabrera (Baseballspieler) (* 1983), venezolanischer Baseballspieler
- Miguel Mateo Maldonado y Cabrera (1695–1768), neuspanischer Maler

### N
- Nelson Cabrera (Fußballspieler, 1967) (* 1967), uruguayischer Fußballspieler
- Nelson Cabrera (Fußballspieler, 1983) (* 1983), paraguayisch-bolivianischer Fußballspieler
- Nicolás Cabrera, uruguayischer Sportschütze

### O
- Oliver Cabrera (* 1963), schwedischer Spielervermittler
- Orlando Romero Cabrera (* 1933), uruguayischer Geistlicher, Bischof von Canelones
- Orvin Cabrera (1977–2010), honduranischer Fußballspieler
- Oswaldo Patricio Vintimilla Cabrera (* 1966), ecuadorianischer Geistlicher, Bischof von Azogues

### P
- Pascual Cabrera, uruguayischer Fußballspieler

### R
- Rafael Cabrera-Bello (* 1984), spanischer Golfer
- Ramiro Cabrera (* 1988), uruguayischer Radrennfahrer
- Ramón Cabrera Argüelles (* 1944), philippinischer Geistlicher, Erzbischof von Lipa
- Ramón Cabrera y Griño (1806–1877), spanischer Heerführer
- Ramón Cabrera y Rubio (1754–1833), spanischer Geistlicher und Gelehrter
- Raul Javiel Cabrera (1919–1993), uruguayischer Künstler
- René Cabrera (1925–?), bolivianischer Fußballspieler
- Ricardo Cabrera (Fußballspieler) (1937–2016), chilenischer Fußballspieler
- Ricardo Cabrera (Tischtennisspieler) († 2010), ecuadorianischer Tischtennisspieler
- Ricardo Cabrera Martínez (1912–2007), Tenor, Poet und Diplomat aus El Salvador
- Roberto Cabrera (1914–1995), chilenischer Fußballspieler
- Rodrigo Cabrera (* 1989), uruguayischer Fußballspieler
- Rodrigo Orlando Cabrera Cuéllar (1938–2022), salvadorianischer Geistlicher, Bischof von Santiago de María
- Rogelio Cabrera López (* 1951), mexikanischer Geistlicher, Erzbischof von Monterrey

### S
- Salvador Cabrera (* 1973), mexikanischer Fußballspieler
- Samuel Cabrera (1960–2022), kolumbianischer Radrennfahrer
- Santiago Cabrera (* 1978), venezolanischer Schauspieler
- Sarandy Cabrera (* 1923), uruguayischer Schriftsteller, Journalist, Übersetzer, Grafiker und Verleger
- Sergio Cabrera (Regisseur) (* 1950), kolumbianischer Filmregisseur
- Sergio Cabrera (Schiedsrichter) (* 1977), kubanischer Fußballschiedsrichter
- Sergio Cabrera (Schwimmer) (* 1985), paraguayischer Schwimmer
- Susana Cabrera (* 1938), uruguayische Schriftstellerin

### T
- Thierry Cabrera (* 1964), belgischer Tischtennisspieler

### V
- Víctor Cabrera (Fußballspieler, 1957) (* 1957), chilenischer Fußballspieler
- Víctor Cabrera (Fußballspieler, 1993) (* 1993), argentinischer Fußballspieler

### W
- Wilmar Cabrera (* 1959), uruguayischer Fußballspieler
- Wílmer Cabrera (* 1967), kolumbianischer Fußballspieler und -trainer
- Wilmer Cabrera Jr. (* 2000), US-amerikanisch-kolumbianischer Fußballspieler